# Gornje Babine
Gornje Babine (izvirno srbsko Горње Бабине) je naselje v Srbiji, ki upravno spada pod Občino Prijepolje; slednja pa je del Zlatiborskega upravnega okraja.

## Demografija
V naselju, katerega izvirno (srbsko-cirilično) ime je Горње Бабине, živi 230 polnoletnih prebivalcev, pri čemer je njihova povprečna starost 46,2 let (43,2 pri moških in 49,3 pri ženskah). Naselje ima 83 gospodinjstev, pri čemer je povprečno število članov na gospodinjstvo 3,16.
To naselje je, glede na rezultate popisa iz leta 2002, večinoma srbsko, a v času zadnjih treh popisov je opazno zmanjšanje števila prebivalcev.
|  |

| Demografija | Demografija     | Demografija     |
| Leto        | Št. prebivalcev | Št. prebivalcev |
| ----------- | --------------- | --------------- |
|             |                 |                 |
|             |                 |                 |
|             |                 |                 |
|             |                 |                 |
| 1948        | 531             |                 |
| 1953        | 609             |                 |
| 1961        | 632             |                 |
| 1971        | 602             |                 |
| 1981        | 493             |                 |
| 1991        | 402             | 398             |
| 2002        | 268             | 262             |
|             |                 |                 |

| Etnična sestava po popisu iz leta 2002 | Etnična sestava po popisu iz leta 2002 | Etnična sestava po popisu iz leta 2002 | Etnična sestava po popisu iz leta 2002 | Etnična sestava po popisu iz leta 2002 |
| -------------------------------------- | -------------------------------------- | -------------------------------------- | -------------------------------------- | -------------------------------------- |
| Srbi                                   | Srbi                                   |                                        | 261                                    | 99,61%                                 |
| Neznano                                | Neznano                                |                                        | 0                                      | 0,0%                                   |